# Hotel Bossa Nova
Hotel Bossa Nova ist eine Jazzband aus Wiesbaden, Deutschland.

## Geschichte
Hotel Bossa Nova wurde 2005 in Wiesbaden von Liza da Costa (Gesang), Tilmann Höhn (Gitarre), Alexander Sonntag (Kontrabass) und Wolfgang Stamm (Schlagzeug, Percussion) gegründet. Ihre Musik wird als Worldjazz bezeichnet und ist eine Mischung aus Bossa Nova, Jazz, Fado, Samba, europäischen, afrikanischen und lateinamerikanischen Rhythmen und Strukturen.
Seit 2006 sind sieben Alben erschienen: Ao Vivo und Supresa bei dem Label Homefamily, Bossanomia, Na Meia Luz, Desordem & Progresso, Little Fish und Live at Das Rind bei ENJA-yellowbird Records.
Die Band trat bei folgenden Festivals auf:
Dresdener Jazzfestival, Leverkusener Jazztage, Festival da Jazz (St. Moritz), Kemptener Jazzfrühling, Mainzer Jazztage, Mosel Musik Festival, Kulturufer Friedrichshafen, Flensburger Hofkonzerte, Jazz in den Ministergärten (Berlin).

## Diskografie
Alben
- 2006: Ao Vivo (Homefamily Records)
- 2009: Supresa (Homefamily Records)
- 2011: Bossanomia (ENJA)
- 2013: Na Meia Luz (ENJA)
- 2015: Desordem & Progresso (ENJA)
- 2017: Little Fish (ENJA)
- 2019: Live at Das Rind Rüsselsheim (ENJA yellowbird Records)
- 2021: Cruzamento (ENJA Yellowbird Records)